# San Bernardo (Durango)
San Bernardo es una localidad del estado mexicano de Durango. Es la cabecera del municipio de San Bernardo.

## Toponimia
El nombre de la población hace referencia al santo patrono de la localidad: 
Bernardo de Claraval.

## Demografía
| Gráfica de evolución demográfica |
|                                  |

| Censo | Población |
| ----- | --------- |
| 1900  | 734       |
| 1910  | 1 305     |
| 1921  | 918       |
| 1930  | 897       |
| 1940  | 903       |
| 1950  | 1 095     |
| 1960  | 1 547     |
| 1970  | 1 263     |
| 1980  | 1 229     |
| 1990  | 884       |
| 2000  | 862       |
| 2010  | 700       |
| 2020  | 677       |